# Grins

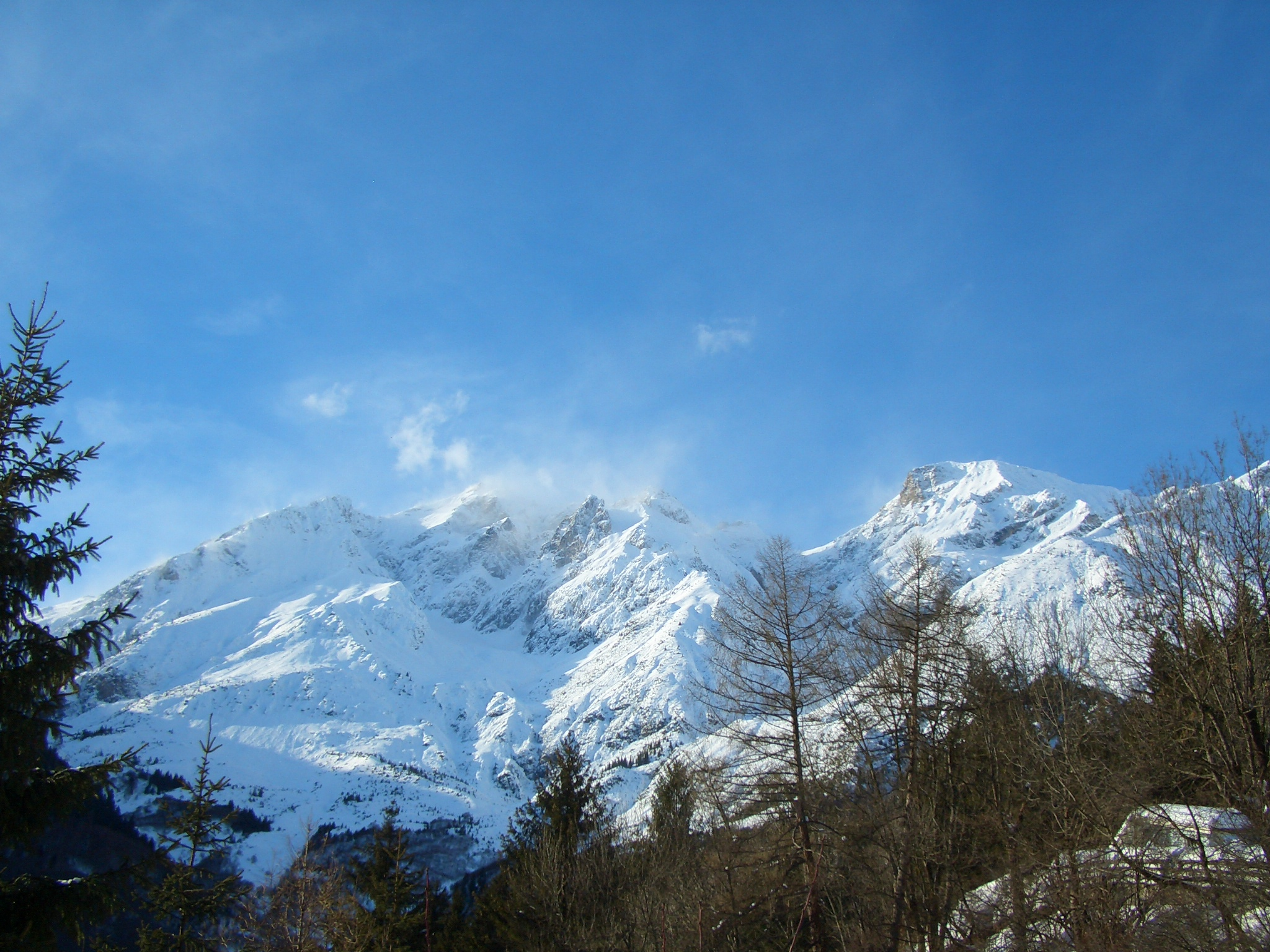
Parseiergruppe der Lechtaler Alpen

Grins ist eine Gemeinde mit 1369 Einwohnern (Stand 1. Jänner 2024) im Bezirk Landeck, im Bundesland Tirol (Österreich). Die Gemeinde liegt im Gerichtsbezirk Landeck.

## Geografie

### Lage
Grins liegt im Stanzer Tal am Westende einer Terrasse über dem Landecker Becken gelegen, oberhalb des Flusses Sanna (als Zusammenfluss von Rosanna und Trisanna). Das Haufendorf liegt am Fuß der 3036 m hohen Parseierspitze.

### Gliederung
Die Ortsteile sind Grins, Innerdorf, Außerdorf, Fals, Tasseier, Graf, Gurnau, Grist, Ochsenberg, Pazol, Gmar (seit 2000).

### Nachbargemeinden
|          | Zams                                        |                   |
| Strengen | Kompassrose, die auf Nachbargemeinden zeigt | Stanz bei Landeck |
| Tobadill | Pians                                       | Landeck           |

## Geschichte

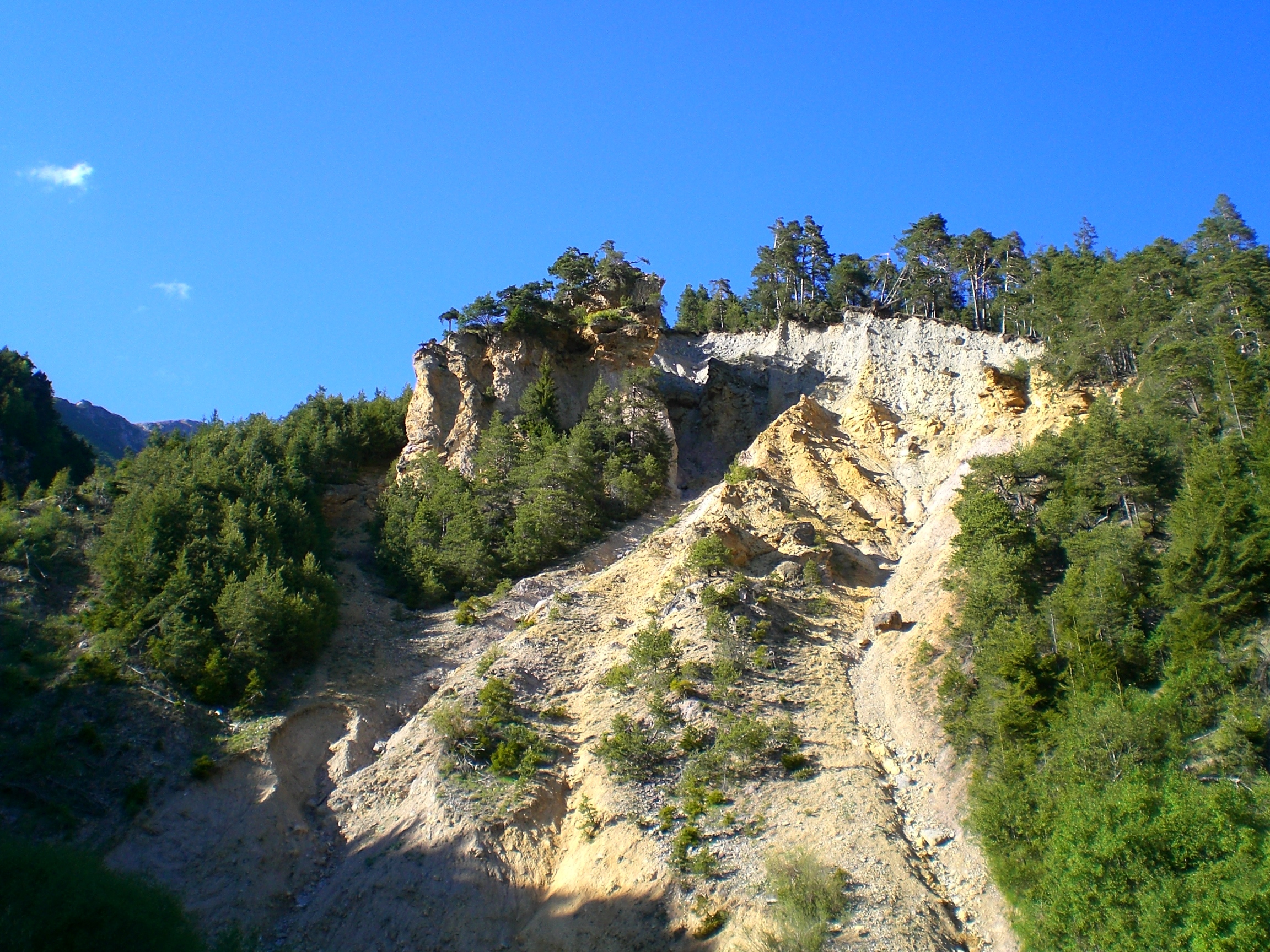
Ehemaliger Tuffsteinbruch oberhalb der Wildbadquelle

Grins war schon in der Steinzeit besiedelt, wie die Funde eines Steinbeils und Scherben von Urnenfeldern belegen. An die Zeit der römischen Besatzung erinnern vor allem Ortsnamen. So lässt sich auch „Grins“ auf das lateinische „crines“ (Spalte) zurückführen.
Erstmals urkundlich erwähnt wurde der Ort 1288 als Grinnes in einem Güter- und Abgabenverzeichnis von Graf Meinhard II. von Tirol. Daraus ist auch ersichtlich, dass zu dieser Zeit bereits Ackerbau in Grins betrieben wurde, hauptsächlich wurde Gerste angebaut.
In einer Verordnung des Tiroler Landesfürsten wurde 1330 festgelegt, dass die Arlbergstraße über Grins führt. Damit nahm der Ort eine wichtige Rolle im West-Ost-Verkehr ein und erlangte einen gewissen Wohlstand.
Im Jahr 1434 verhängte der Brixener Bischof den Kirchenbann über Grins, da die Grinner ihre Verstorbenen ohne Priester beisetzten. Als zwei Jahre später der Bann wieder aufgehoben wurde, erhielt Grins einen eigenen Priester. In diesem Zusammenhang wurde auch die Grinner Nikolaus-Kirche erstmals erwähnt.
In dieser Zeit erlangte auch der in Grins abgebaute Tuffstein eine lokale Wichtigkeit. So wurden das Langhaus der Liebfrauenkirche in Angedair, die Jakobskirche in Kauns und die Peterskirche in Stanz damit erbaut.
Es gibt Legenden, dass sich bereits Margarete von Tirol regelmäßig bei den Heilquellen von Grins aufhielt. Die belegte Geschichte der in 1200 Meter Seehöhe entspringenden sulfatischen Bitterquelle beginnt 1730. Zwar wurde die Quelle 1840 verschüttet, aber nach deren Wiederentdeckung 1925 wurde ein Kurhaus errichtet.
Im November 1945 brach in einem Gasthaus ein Feuer aus. Es griff rasch auf umliegende Gebäude über und weder die Ortsbevölkerung noch die Feuerwehren der Nachbardörfer waren in der Lage, den Brand einzudämmen, sodass fast der ganze Ort ein Raub der Flammen wurde. Beim Wiederaufbau versuchte man, den ursprünglichen Dorfcharakter wiederherzustellen.

### Bevölkerungsentwicklung
| Grins: Einwohnerzahlen von 1869 bis 2024            | Grins: Einwohnerzahlen von 1869 bis 2024 | Grins: Einwohnerzahlen von 1869 bis 2024 | Grins: Einwohnerzahlen von 1869 bis 2024 | Grins: Einwohnerzahlen von 1869 bis 2024 |
| --------------------------------------------------- | ---------------------------------------- | ---------------------------------------- | ---------------------------------------- | ---------------------------------------- |
| Jahr                                                |                                          |                                          |                                          | Einwohner                                |
| 1869                                                | 1869                                     |                                          | 849                                      | 849                                      |
| 1880                                                | 1880                                     |                                          | 829                                      | 829                                      |
| 1890                                                | 1890                                     |                                          | 748                                      | 748                                      |
| 1900                                                | 1900                                     |                                          | 682                                      | 682                                      |
| 1910                                                | 1910                                     |                                          | 721                                      | 721                                      |
| 1923                                                | 1923                                     |                                          | 730                                      | 730                                      |
| 1934                                                | 1934                                     |                                          | 755                                      | 755                                      |
| 1939                                                | 1939                                     |                                          | 732                                      | 732                                      |
| 1951                                                | 1951                                     |                                          | 864                                      | 864                                      |
| 1961                                                | 1961                                     |                                          | 898                                      | 898                                      |
| 1971                                                | 1971                                     |                                          | 986                                      | 986                                      |
| 1981                                                | 1981                                     |                                          | 1.157                                    | 1.157                                    |
| 1991                                                | 1991                                     |                                          | 1.189                                    | 1.189                                    |
| 2001                                                | 2001                                     |                                          | 1.295                                    | 1.295                                    |
| 2011                                                | 2011                                     |                                          | 1.389                                    | 1.389                                    |
| 2021                                                | 2021                                     |                                          | 1.381                                    | 1.381                                    |
| 2024                                                | 2024                                     |                                          | 1.369                                    | 1.369                                    |
| Quelle(n): Statistik Austria, Gebietsstand 1.1.2021 |                                          |                                          |                                          |                                          |

## Kultur und Sehenswürdigkeiten

### Bauwerke
- Die spätbarocke Pfarrkirche wurde 1775–1779 anstelle einer älteren Kirche erbaut und später mehrmals umgestaltet und renoviert, das Deckenfresko stammt von Matthäus Günther.
- Die gemauerte Römerbrücke, die die Schlucht des Mühlbachs im Dorfzentrum überspannt, stammt eigentlich aus dem 16. Jahrhundert, hat aber ihren Namen wahrscheinlich von der alten Römerstraße, die durch den Ort verlief.

### Freizeiteinrichtungen

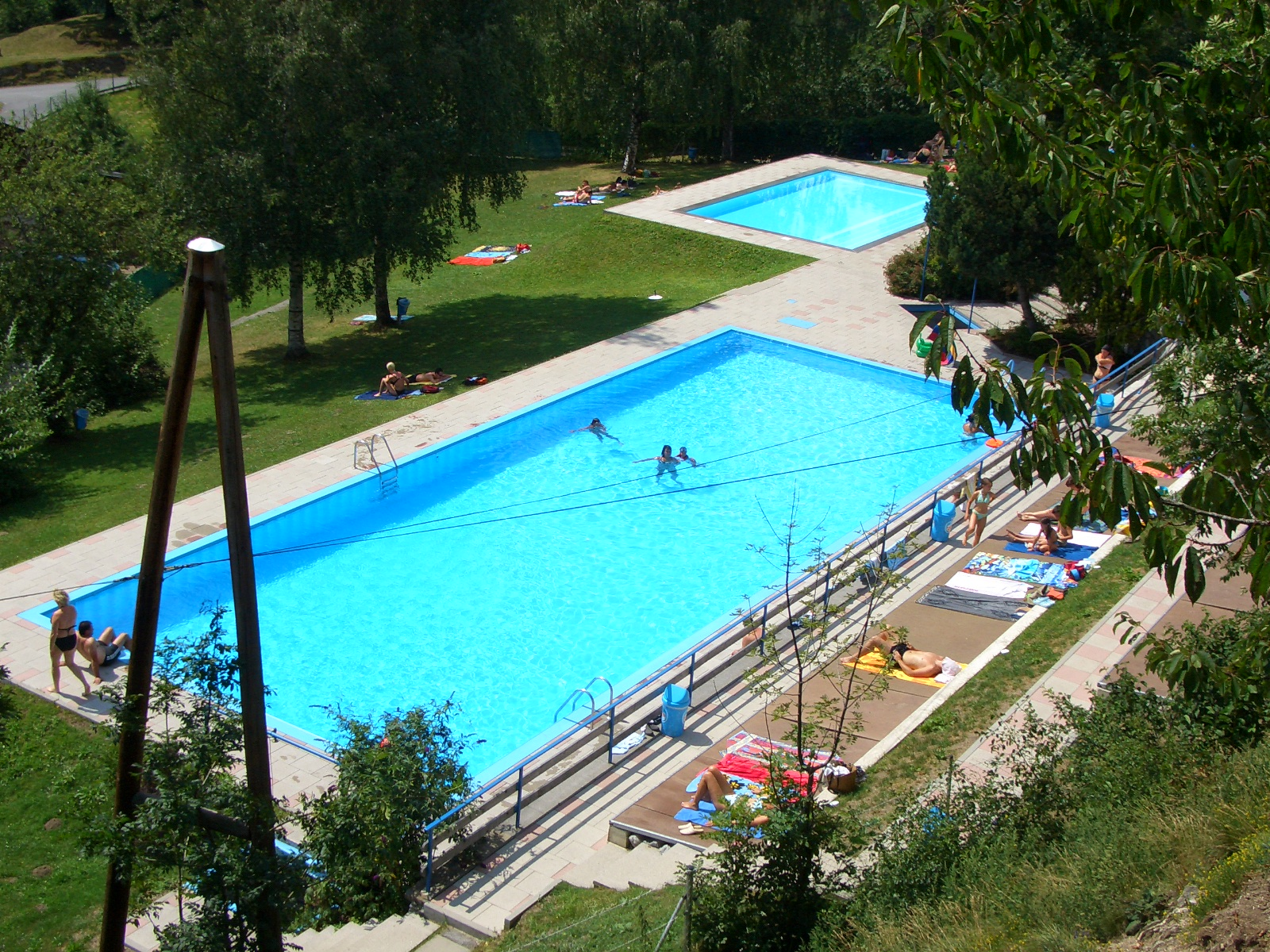
Schwimmbad

Grins verfügt über ein Freischwimmbad, welches sich am oberen Ortsrand („in der Fals“) befindet. Nur wenig darunter gibt es einen Tennisplatz. Die bekannte Schwefel-Heilquelle Wildbad liegt oberhalb des Dorfes und kann durch einen zwanzig-minütigen Fußmarsch oder per Mountainbike erreicht werden. Am östlichen Ortsrand liegt der Fußballplatz des FC Grins und wenig dahinter beim Grünbach befindet sich eine Kneipp-Anlage.

## Wirtschaft und Infrastruktur

### Wirtschaftssektoren
Von den landwirtschaftlichen Betrieben des Jahres 2010 wurde einer im Haupt-, 57 im Nebenerwerb und zwei von juristischen Personen geführt. Diese zwei bewirtschafteten 84 Prozent der Flächen. Von den 193 Erwerbstätigen im Produktionsbereich waren 168 in der Bauwirtschaft tätig. Die größten Arbeitgeber im Dienstleistungssektor waren die Bereiche soziale und öffentliche Dienste (106), Verkehr (41) und Handel (36 Erwerbstätige).
| Wirtschaftssektor            | Anzahl Betriebe | Anzahl Betriebe | Erwerbstätige | Erwerbstätige |
| Wirtschaftssektor            | 2011            | 2001            | 2011          | 2001          |
| ---------------------------- | --------------- | --------------- | ------------- | ------------- |
| Land- und Forstwirtschaft 1) | 60              | 74              | 8             | 4             |
| Produktion                   | 20              | 11              | 193           | 218           |
| Dienstleistung               | 44              | 20              | 219           | 160           |

1) Betriebe mit Fläche in den Jahren 2010 und 1999

### Arbeitsmarkt, Pendeln
Von den rund 600 Erwerbstätigen, die im Jahr 2011 in Grins lebten, arbeiteten 112 in der Gemeinde, mehr als achtzig Prozent pendelten aus.

### Infrastruktur
Grins ist mit einer Buslinie an den Bahnhof Landeck-Zams und damit an die Arlbergbahn angebunden. Der näher gelegene Bahnhof Pians wird wie alle Halte zwischen Landeck und St. Anton nicht mehr bedient.
Weiters ist der Ort mit der Anschlussstelle „Landeck-West“ auch an die S16 Arlbergschnellstraße angebunden, die Richtung Innsbruck in die A12 Inntalautobahn übergeht und von vielen Grinner Pendlern genutzt wird.

## Politik

### Gemeinderat
In den Gemeinderat werden 13 Mandatare gewählt.
| Partei                           | 2022  | 2022    | 2016  | 2016    | 2010  | 2010    |
| Partei                           | %     | Mandate | %     | Mandate | %     | Mandate |
| -------------------------------- | ----- | ------- | ----- | ------- | ----- | ------- |
| Bürgerliste Grins                | 53,11 | 7       |       |         |       |         |
| Liste Gemeinsam Aktiv            | 36,92 | 5       | 56,45 | 8       | 46,67 | 7       |
| Allgemeine Liste Graf-Gurnau     | 9,97  | 1       | 15,98 | 2       | 15,56 | 2       |
| FPÖ Grins & Unabhängige          |       |         | 27,57 | 3       |       |         |
| Grinner AUFWIND                  |       |         |       |         | 9,55  | 1       |
| FPÖ – Die Grinner Freiheitlichen |       |         |       |         | 12,02 | 1       |
| Wir für Euch                     |       |         |       |         | 16,20 | 2       |

### Bürgermeister
Bürgermeister von Grins ist seit 14. März 2022 Franz Benedikt (Bürgerliste Grins). Er hat Thomas Lutz (Liste Gemeinsam Aktiv) bei der Bürgermeisterwahl am 27. Februar 2022 mit 60,58 % abgelöst und wurde für sechs Jahre gewählt.

### Wappen
Das Gemeindewappen wurde 1976 von der Tiroler Landesregierung verliehen. Es zeigt in stilisierter Form die charakteristische Römerbrücke als Wahrzeichen des Ortes und als Symbol für die Lage an der Arlbergroute.

## Persönlichkeiten

### Söhne und Töchter der Gemeinde
- Michael Lechleitner († 1669), Bildhauer
- Ignaz Waibl (1661–1733), Holzbildhauer und -schnitzer
- Ingenuin Lechleitner (1676–1731), Bildhauer
- Ferdinand Mungenast (1849–1911), Architekt
- Gabriel Castañeda (* 1979), Drehbuchautor, Kabarettist und Moderator
- Thom Castañeda (* 1982), Komponist und Pianist

## Sonstiges
Die Einwohner von Grins nennen sich „Grinner“.